# Польская военная школа

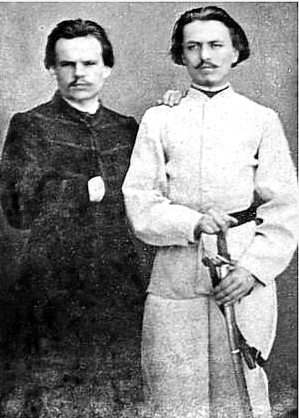
Курсанты школы — будущие повстанцы Войцех Бехоньский (1839 — 1926) и Роман Рогинский (1840 — 1915) (справа)

Польская военная школа (пол. Polska Szkoła Wojskowa) — школа военной подготовки, созданная Л. Мерославским и Ю Высоцким в Генуе 1 октября 1861 года при помощи и поддержке итальянского правительства.

## История
Основной задачей школы являлась подготовка офицерского ядра для будущей повстанческой армии.
Первоначально существовала в Генуе, где была расположена на территории бывшей фермы и имела всего около 70 курсантов. Директором школы был Мерославский, а его заместителем Высоцкий. В числе преподавателей было множество бывших участников восстания 1830 — 1831 годов, а также вышедших в отставку офицеров регулярных войск различных стран Европы (поляков по национальности). Учебная программа была разделена на 2 этапа — три месяца общей военной подготовки и затем ещё три месяца углубленной по выбранному направлению — пехотному, артиллерийскому и кавалерийскому, и включала в себя как лекции, так и практические занятия по стратегии и тактике, пехотному, артиллерийскому и кавалерийскому уставам ведения боя, а также общей строевой подготовке. 
Также немало внимания уделялось и идеологической подготовке курсантов. Лекции по польской истории в целом и истории польского военного дела в частности читал сам Мерославский.   
В марте 1862 года школа переведена в г. Кунео, где Мерославский покинул учебное заведение и был заменен Юзефом Высоцким. В августе 1862 г. под давлением властей Российской империи деятельность школы была прекращена. Тем не менее с октября 1861 по август 1862 года в ней успели пройти обучение около 300 курсантов-поляков. Попытки перенести школу в другую страну не увенчались успехом.
Практически все выпускники и большая часть преподавателей Польской военной школы приняли участие в Январском восстании 1863 — 1864 годов, около 40 из них погибли в боях.